# Oğulcan Ülgün
Oğulcan Ülgün (* 11. Mai 1998 in Istanbul) ist ein türkischer Fußballspieler.

## Karriere
Ülgün kam in Bakırköy, einem zentralen Stadtteil Istanbuls, auf die Welt und zog später in die westtürkischen Stadt Izmir. Hier begann mit dem Vereinsfußball in der Jugend von Izmir Ceylanspor und spielte dann für die Nachwuchsabteilungen von Bucaspor und Altınordu İzmir.
Im März 2016 erhielt er bei letzterem einen Profivertrag, spielte aber weiterhin überwiegend für die Nachwuchs- bzw. Reservemannschaften. Erst nach der Winterpause der Saison 2016/17 wurde er fester Teil der Profimannschaft und gab schließlich am 21. Januar 2017 in der Zweitligabegegnung gegen Giresunspor sein Ligadebüt.